# Loi pour l'égalité des chances
Pour les articles homonymes, voir Loi française pour l'égalité des chances et LEC.
La loi pour l'égalité des chances (loi n° 2006-396 du 31 mars 2006), instaure en France diverses mesures relatives à l'emploi et à l'éducation, proposées par le ministre de l'emploi, de la cohésion sociale et du logement, Jean-Louis Borloo,. Elle a été annoncée par Matignon comme réponse aux révoltes sociales de l’automne 2005 dans les banlieues françaises.
L'amendement le plus polémique de la loi (retiré depuis), qui créait le contrat première embauche (CPE) , avait été adopté par l'Assemblée nationale dans la nuit du 8 au 9 février. Il a fait l'objet de nombreuses manifestations dont le but était d'obtenir son retrait.

## Contenu de la loi
Cette loi contient parmi ses principales dispositions, outre le CPE :
- un apprentissage en alternance à partir de l'âge de 14 ans[4].

- 3 catégories d'étudiants stagiaires (les étudiants en sciences et sciences appliquées, les étudiants en économie, les étudiants qui font un stage dans un organisme public ou privé) n'auront plus droit à l'indemnité pour incapacité permanente à hauteur de leur incapacité permanente en cas d'accident au cours de leurs stages[5].
- La gratification des stages de plus de trois mois (cela sera étendu à deux mois avec la loi du 24 novembre 2009) à la demande de Génération précaire.

- la création de classes préparatoires dans les zones d'éducation prioritaires[6].

- la création de nouvelles zones franches urbaines (ZFU) : les entreprises qui s'y installent peuvent bénéficier de subventions de l'État, sous forme d'allègement d'impôts principalement. Les subventions doivent néanmoins respecter le règlement n°69/2001 de la Commission européenne, c’est-à-dire ne pas dépasser 100 000 € au cours de 3 ans successifs. Pour certaines subventions, les entreprises doivent embaucher en CDI des personnes résidant dans les ZFU. Toutefois la durée de la résidence dans les ZFU avant l'embauche n'est pas précisée[7].

- création d'une Agence nationale pour la cohésion sociale et l'égalité des chances (ANCSEC)[8]. Elle contribuera à des actions en faveur des personnes rencontrant des difficultés d'insertion sociale ou professionnelle.

- La loi no 64-701 du 10 juillet 1964 relative au Fonds d'action sociale pour les travailleurs étrangers est abrogée[9].

- renforcement des pouvoirs de la Haute Autorité de lutte contre les discriminations et pour l'égalité (HALDE) [10]. (Voir lien sur Haute autorité de lutte contre les discriminations et pour l'égalité puis le paragraphe Renforcement des pouvoirs de la HALDE)

- le testing constitue désormais une preuve juridique dans le cadre des affaires de discrimination[11].

- Des actions en faveur de la cohésion sociale et de la lutte contre les discriminations sont désormais menées dans le domaine de l'audiovisuel [12].

- l'instauration d'un « contrat de responsabilité parentale » en vertu duquel le président du conseil général peut sanctionner les parents d'un enfant sujet à l'absentéisme et qui porte des troubles au fonctionnement de l'établissement dans lequel il est scolarisé, par exemple en suspendant le versement des allocations familiales[13].

- possibilité par les agents municipaux[14], les agents de surveillance de Paris[15] et les agents de Paris chargés d'un service de police[16] de faire les contraventions pour les délits du livre VI du code pénal - partie réglementaire  à condition qu'elles ne nécessitent pas de leur part d'enquête et à l'exclusion de celles réprimant des atteintes à l'intégrité des personnes[17].

- la mise en place d'un « Service civil volontaire » [18].

- le travail de nuit à partir de quinze ans sous certaines restrictions : limitation à certains métiers - boulangerie...-, sous dérogation renouvelée tous les ans par un inspecteur du travail, avec des contrôles effectuées et des limites strictes en ce qui concerne les horaires.

### Le CV anonyme: mesure prévue mais non appliquée
- L'institution du CV anonyme : dans les entreprises de 50 employés et plus, les informations demandées au candidat à un poste doivent être examinées dans des conditions qui préservent son anonymat[19]. Cette mesure, fortement soutenue par les organisations anti-racistes, n'a jamais été mise en œuvre, le gouvernement refusant à ce jour de prendre le décret d'application correspondant.

## Procédure législative
- Si vous ne connaissez pas le sujet, laissez ce bandeau (vous pouvez alors contacter les auteurs).
- Si vous supprimez le contenu mis en cause (vous pouvez préalablement contacter les auteurs),

argumentez précisément cette suppression dans la page de discussion
(un manque de référence n'est pas un argument ; une recherche réelle de référence doit avoir été effectuée, être formellement documentée).

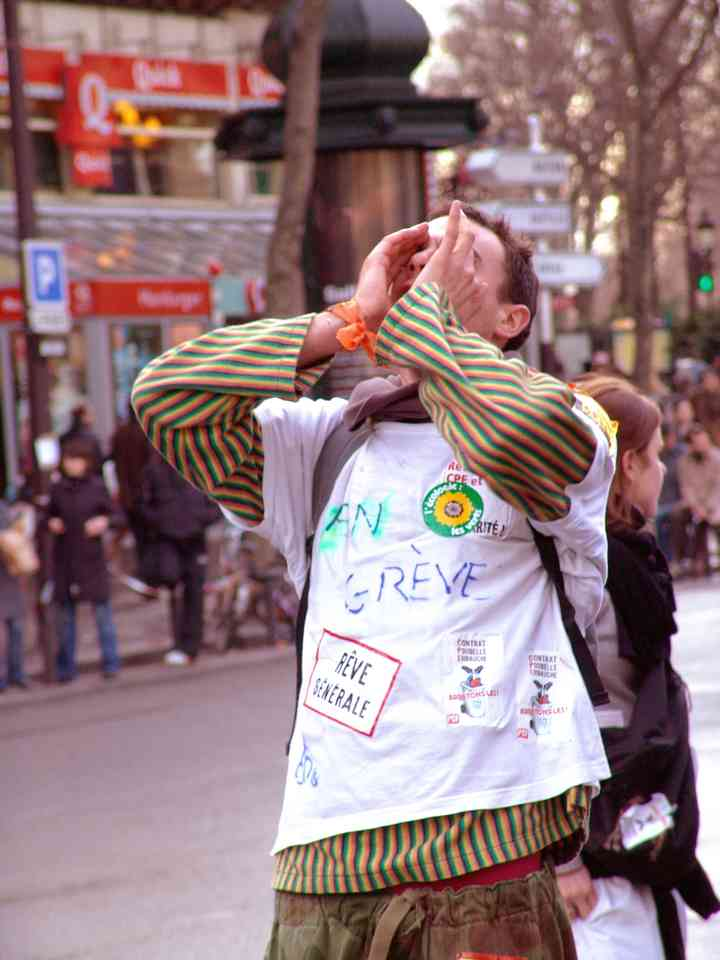
Mouvement anti-CPE : un étudiant appelle à la grève générale en avril 2006, Place de la République, Paris.

Lors de sa discussion à l'Assemblée nationale française, le projet de loi a fait l'objet le 9 février 2006 d'un engagement de responsabilité du gouvernement par application de l'article 49-3 de la Constitution. Aucune motion de censure n'ayant été déposée, l'opposition ayant préféré déposer une motion de censure sur l'ensemble de la politique du gouvernement (conformément à l'article 49 alinéa 2 de la Constitution) le projet a été considéré comme adopté. Adopté définitivement par le Parlement le 9 mars, il a été validé par le Conseil constitutionnel le 30 mars. Le 31 mars, lors d'une allocution télévisée de 9 minutes, effectuée en direct de l'Élysée, le président de la République Jacques Chirac déclare qu'il va promulguer la loi sur l'égalité des chances, dont les dispositions relatives aux CPE. La loi est donc inscrite le lendemain au Journal officiel, Chirac demandant paradoxalement aux entreprises de ne pas appliquer cette loi (à quoi rien ne les y engage si ce n'est le refus déclaré de Jean-Louis Borloo d'imprimer les formulaires de contrat première embauche). Toutefois, Chirac souhaite que le gouvernement propose rapidement au Parlement une seconde loi modificative ramenant le délai de la période de consolidation du CPE de 2 ans à 1 an, et incluant le droit pour le salarié de connaitre les motifs de son licenciement (ce qui, affirment les syndicats, pourrait se traduire par une simple note informative sans valeur juridique). L'annonce télévisée de Chirac et la promulgation de la loi est ressentie comme une provocation par le mouvement anti-CPE, qui appelle à la grève générale à partir de la journée de mobilisation du 4 avril. Elle a également été critiquée par de nombreux juristes, qui jugeaient cette "promulgation-suspension" contraire à la Constitution.

#### Journal Officiel
- LOI no 2006-396 du 31 mars 2006 pour l'égalité des chances (1)

#### Site du sénat
- Travaux des commissions mixte paritaires sur la LOI no 2006-396 du 31 mars 2006 pour l'égalité des chances (1)